# Pedro Andrade (designer)
Pedro Andrade (Araçatuba, 4 de agosto de 1990), é um designer e estilista brasileiro, sendo um dos grandes expoentes do design de moda nacional no século XXI. Em suas criações, trabalha com influências que vão do streetwear à alfaiataria, passando pela moda esportiva e conceitual, com uma forte presença de métodos de produção responsáveis e sustentáveis.

## Formação e primeiros passos
Com o desejo de se tornar um designer de calçados, ingressou no curso de Desenho Industrial do SENAC São Paulo, se formando em 2013. Durante a graduação e no início de sua trajetória profissional, antes de se adentrar no mundo da moda, transitou por diversas áreas do design, como ilustração, desenho de mobiliários e outros produtos, o que influenciou na estética industrial de algumas de suas criações. Nos últimos anos de faculdade, Pedro começou confeccionando camisetas para uso próprio e o sucesso entre amigos próximos fez surgir o desejo de fundar oficialmente sua marca.

## Carreira
Pedro se introduziu no mercado enquanto ainda era estudante, e rapidamente ganhou destaque como uma das grandes promessas do cenário nacional, apresentando uma nova perspectiva à moda masculina. Nos anos seguintes, diversificou sua atuação profissional desenvolvendo calçados, roupas e acessórios, ministrando workshops e trabalhando como Diretor Criativo em empresas e lojas de vestuário. 

### PIET
A PIET (originalmente PIET 73), sua primeira assinatura, foi fundada em 2012. Com a proposta de trazer sofisticação e inovação, se diferenciando das demais marcas do cenário de streetwear nacional, com métodos de produção responsáveis e em menor escala. Trazendo ainda referências de alfaiataria e moda esportiva às passarelas, Pedro teve seu trabalho destacado internacionalmente pela edição italiana da revista Vogue em 2017 como uma das maiores promessas da moda brasileira, e fez sua estreia na São Paulo Fashion Week no ano seguinte.
Seu destaque nos eventos e repercussão nos veículos de mídia resultaram em coleções conjuntas com marcas nacionais e internacionais como Nike, Converse, NBA, Budweiser, Rider e C&A, e showrooms em Paris, Milão, NY, Los Angeles e Tóquio.
Em 2020, a PIET teve uma pausa em sua existência, no momento em que Pedro cria a M.I.L. e decide assinar suas coleções apenas como Pedro Andrade, até retornar em 2021 com a proposta mais definida de manter seu relacionamento com um público mais jovem e da cultura de rua.

### M.I.L.
Em Junho de 2020, Pedro Andrade e sua esposa, a designer de moda Paula Kim, fundaram a Mockup & Integration Laboratory, em que oferecem produtos e serviços relacionados a processos de criação. Ministram workshops com o objetivo de impactar a formação de jovens de maneira mais criativa, além de produzirem coleções de produtos e acessórios dentro do selo M.I.L. Tool Shop.

### P.Andrade
A P.Andrade foi fundada em Agosto de 2020. Em um processo de ressignificação profissional durante o período de pandemia do COVID-19, Pedro decidiu pôr um ponto final na PIET, passando a assinar suas criações apenas com seu nome, com uma proposta de abordagem mais inovadora em suas peças. A nova marca fez sua estreia na abertura do calendário da SPFW N52, edição marcada pela volta dos desfiles presenciais e que ocorreu na Pinacoteca de São Paulo.
Em 2021, Pedro decide pela volta da PIET e uma divisão clara entre suas atuações. Sendo assim, a P.Andrade definiu suas atuações com um foco maior no mercado high-end, com forte presença da sustentabilidade, tecnologia, inovações em materiais e referências de sua formação em desenho industrial.

### Outras atuações
Além das peças de vestuário, destaca-se também a atuação de Pedro Andrade na criação e desenvolvimento de diversos modelos de calçados, seja para suas marcas autorais ou em colaborações com marcas renomadas, como Nike, Adidas e Cocker.
Em Outubro de 2020 se tornou Diretor Criativo da Guadalupe Store, loja paulista referência no cenário streetwear brasileiro. Participou da criação das coleções em comemoração de seus 10 anos, que contaram com peças de roupas e calçados em colaborações exclusivas com marcas internacionais.
Em Abril de 2021 se tornou Diretor Criativo da Loud Apparel, linha de roupas da equipe brasileira de E-Sports de mesmo nome, sendo responsável por assinar o design dos uniformes e demais peças de vestuário para o grupo e a comunidade de fãs, além de desenvolver colaborações especiais em jogos online.